# Некрасово (Владимирская область)
Некрасово — деревня в Селивановском районе Владимирской области России, входит в состав Чертковского сельского поселения.

## География
Деревня расположена в 13 км на запад от центра поселения деревни Чертково и в 9 км на северо-восток от райцентра — Красной Горбатки.

## История
После Великой Отечественной войны деревня входила в состав Селивановского сельсовета, с 2005 года — в составе Чертковского сельского поселения.

## Население
| 2002 | 2010 | 2021 |
| ---- | ---- | ---- |
| 39   | ↘10  | ↗12  |